# Daverio
Daverio es una localidad y comune italiana de la provincia de Varese, región de Lombardía, con 3.039 habitantes.

## Evolución demográfica
| Gráfica de evolución demográfica de Daverio entre 1861 y 2001 |
|                                                               |
| Fuente ISTAT - elaboración gráfica de Wikipedia               |